# Pioneer 2
La sonda spaziale Pioneer 2 avrebbe dovuto esplorare lo spazio nei pressi della Luna.
Poco dopo il lancio, avvenuto l'8 novembre 1958 alle 07:30, il terzo stadio del veicolo di lancio si separò ma non si accese e la Pioneer 2 non riuscì a raggiungere l'orbita lunare. La sonda raggiunse un'altezza massima di 1550 km prima di rientrare nell'atmosfera terrestre a 28°42′N 1°54′E sopra l'Africa nord occidentale.
Una piccola quantità di dati venne raccolta durante il breve volo; tra questi l'evidenza che la regione equatoriale attorno alla Terra aveva un alto flusso e un'alta energia di radiazione rispetto a quella precedentemente considerata e la scoperta che la densità delle micrometeoriti era più alta attorno alla Terra che nello spazio.

## La sonda
La Pioneer 2 era quasi identica alla Pioneer 1. Consisteva in una sezione centrale di forma cilindrica con due strutture a forma di tronco di cono che partivano dalle estremità. Il cilindro aveva un diametro di 74 centimetri e la distanza tra le estremità dei due coni era di 76 centimetri. Lungo l'asse della sonda e sporgente dalla fine del cono inferiore c'era un razzo ad iniezione di propellente solido con il suo supporto, che costituivano la struttura principale della sonda. Otto piccoli razzi a propellente solido a bassa spinta che servivano per le regolazioni della velocità erano montati sull'estremità del cono superiore in una struttura ad anello che poteva essere espulsa dopo l'uso.
Dalla cima del cono superiore si protendeva anche un'antenna a dipolo magnetico. La copertura era formata da plastica laminata.
L'insieme degli strumenti scientifici presenti a bordo aveva una massa complessiva di 15,6 kg e consisteva in un sistema televisivo per la scansione dell'immagine (che rimpiazzava il sistema di scansione dell'immagine infrarossa della Pioneer 1), uno strumento per la misura delle radiazioni, una camera di ionizzazione per misurare la radiazione presente nello spazio, un diaframma/microfono costruito per rilevare micrometeoriti, un magnetometro per misurare campi magnetici fino a 5 microgauss e una resistenza in grado di variare con la temperatura utilizzata per misurare le condizioni interne alla sonda. La sonda era alimentata da batterie nichel-cadmio per l'accensione dei razzi, batterie a celle d'argento per il sistema televisivo e batterie al mercurio per i circuiti rimanenti. La trasmissione radio avveniva a 108,06 MHz attraverso un'antenna a dipolo magnetico per il sistema televisivo e la telemetria. I comandi dal suolo venivano ricevuti a 115 MHz.